# Dirección de Auxilio Judicial (Nicaragua)
La Dirección de Auxilio Judicial de la Policía Nacional es el nombre oficial de un organismo policial de Nicaragua destinado a la detención y encierro de presos políticos y cuya principal prisión es popularmente conocida por El Chipote.

## Historia
La cárcel estaba situada en la Loma de Tiscapa, Managua, en el antiguo Palacio Presidencial de Nicaragua conocido como La Loma, que fue inaugurado por el presidente José María Moncada en 1931 y en cuyos sótanos se desarrollaba la actividad represora contra los opositores del gobierno de la familia Somoza.
En 1934 el general Anastasio Somoza García construyó ahí la residencia del jefe director de la Guardia Nacional, llamada La Curva.
Por sus instalaciones estuvieron presos tan conocidos como el presidente Daniel Ortega en 1968, los expresidentes Arnoldo Alemán y Enrique Bolaños y el fundador del diario La Prensa, Pedro Joaquín Chamorro.
Tras el terremoto del 23 de diciembre de 1972, de magnitud 6.2 grados en la escala Richter, el Palacio Presidencial quedó muy dañado. 
Después de la Revolución Sandinista, las instalaciones del Casino Militar fueron ocupadas por la Dirección General de la Seguridad del Estado (DGSE) dirigida por Lenín Cerna. Bajo el liderazgo de Cerna, la DGSE se convirtió en una fuerza policial política y de inteligencia eficaz.   El FSLN usó la parte de arriba de la Loma de Tiscapa (al oeste) como cárcel para los guardias somocistas, liberales nacionalistas (del Partido Liberal Nacionalista, PLN, de Somoza) y civiles no beligerantes como son los campesinos que se resistían a la colectivización. Lo bautizaron como "El Chipote" en homenaje a la montaña donde el patriota Augusto C. Sandino tuvo su cuartel general en 1927
El Gobierno de Violeta Barrios de Chamorro mostró la voluntad de cerrar la cárcel pero no se llevó a cabo.
Primero se llamó La Loma, luego El Chipote y ahora la Dirección de Auxilio Judicial, pero es el segundo nombre por el que se le nombra.

## En la actualidad
El Chipote, el viejo complejo de calabozos, alcanzó fama internacional tras las protestas contra el gobierno de Daniel Ortega de 2018 por denuncias de: 
- torturas físicas tales como violación, electrocución, laceraciones con alambre de púas, estrangulamiento y palizas con tubos de acero, privación de sueño.[8]
- torturas psicológicas como no poder leer ni escribir,  prolongados periodos de aislamiento de reos en celdas de castigo además de interrogatorios constantes.
- violación de los más elementales derechos humanos (desatención médica y la mala alimentación).
- ausencia de procesos judiciales formales para quienes ahí permanecen recluidos como es el impedimento de los reclusos para hablar con sus abogados defensores.[9][10][11][12][13][14][15][16][17]

El cautiverio les produce anemia, desnutrición, daños físicos crónicos, falta de exposición a la luz solar, sobreexposición a luz artificial y daños psicológicos irreparables.

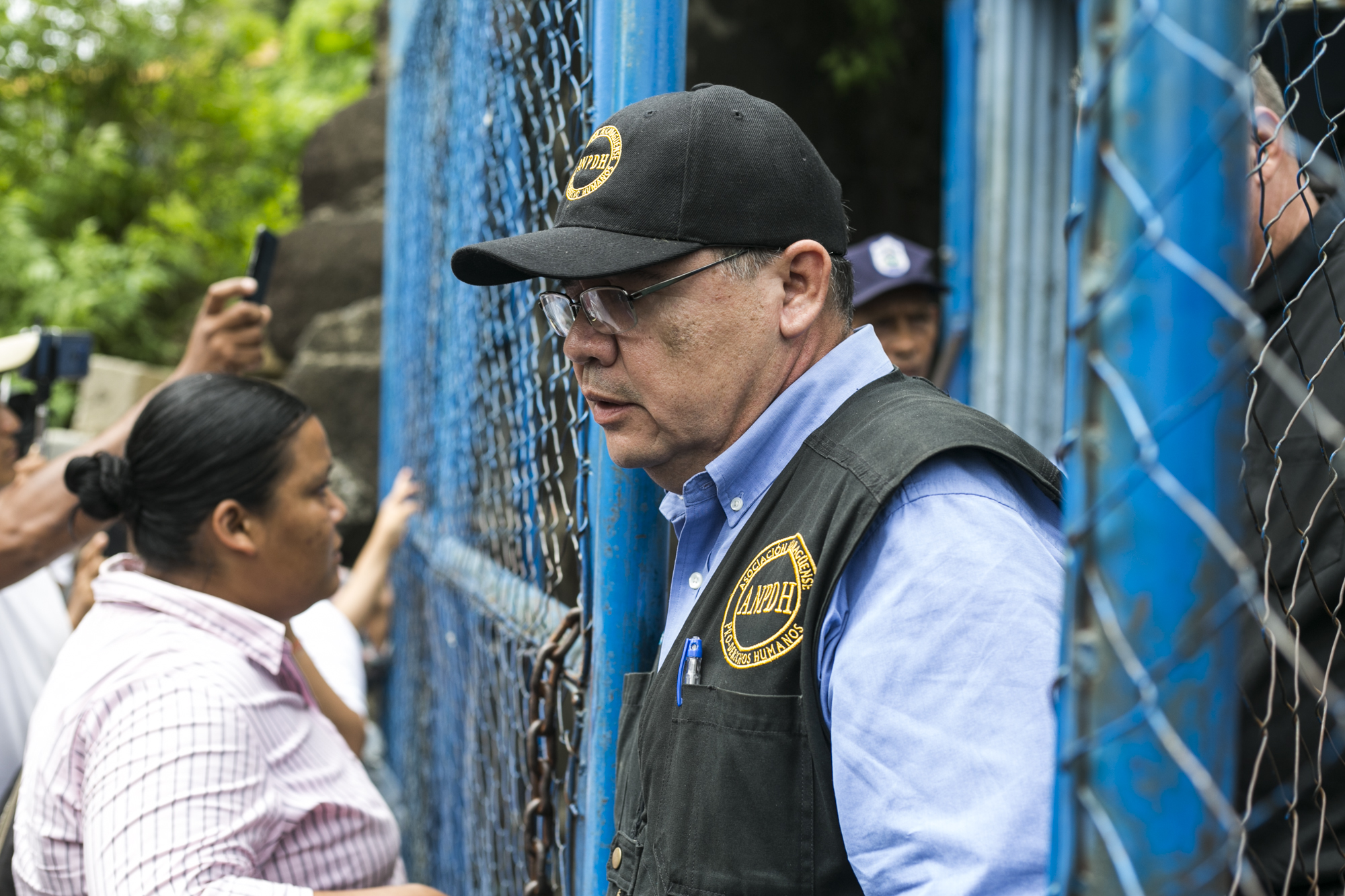
Activista de Derechos Humanos a las puertas de la cárcel de la Dirección de Auxilio Judicial de la Policía Nacional

Las denuncias contra esta cárcel se incrementaron desde que Ortega llegó al gobierno en 2007, según el Centro Nicaragüense de Derechos Humanos (Cenidh).
Los obispos de la Conferencia Episcopal de la Iglesia Católica de Nicaragua solicitaron al gobierno el cierre de esta cárcel sin ninguna respuesta. “La cárcel de El Chipote es el símbolo de la muerte en Nicaragua porque allí se han torturado seres humanos por su derecho que tienen de disentir de políticas e ideologías estatales”, según Monseñor Silvio Fonseca, vicario de Familia de la Arquidiócesis de Managua. También han sido encerrados sacerdotes.
Entre los muchos presos políticos que han pasado por sus instalaciones figuran los exguerrilleros sandinistas disidentes Hugo Torres Jiménez, Dora María Téllez,Víctor Hugo Tinoco y las dirigentes políticas opositoras Suyen Barahona y Ana Margarita Vijil, todos ellos miembros destacados del partido político Unión Democrática Renovadora - UNAMOS. A partir de mayo del 2021 el régimen sandinista emprendió una nueva ola de arrestos de activistas opositores, periodistas, analistas y líderes políticos, incluyendo varios aspirantes presidenciales. Se les suele aplicar la Ley 1055 denominada "Ley para la defensa de los derechos de los pueblos a la independencia, soberanía y autodeterminación para la paz"(conocida como la "Ley de Soberanía" y llamada por los críticos "Ley Guillotina")   promulgada por el gobierno en 2020.  Según lo legislado quienes violen la Ley 1055 "perderán su nacionalidad". Para ello la Asamblea aprobó la llamada Ley Especial que Regula la Pérdida de la Nacionalidad Nicaragüense. 
Otras leyes represivas son la "Ley de Regulación de Agentes Extranjeros" (denominada "Ley Putin" por los opositores) en la que busca controlar las actividades de aquellas personas o empresas que reciban financiación del exterior.
También hay que mencionar la "Ley de Ciberdelitos" (Ley 1042) conocida por la oposición como “Ley Mordaza”. 
Son leyes aprobadas en 2020 que otorgan amplios poderes al gobierno para designar unilateralmente a ciudadanos como “traidores a la patria”. Por tales se les puede tipificar a quienes se dediquen a financiar un golpe de Estado, pasando por la delgada línea de "incitar a la injerencia extranjera o aplaudir la imposición de sanciones contra Nicaragua" puede llevar a alguien a ser declarado culpable.
En febrero de 2019 se inauguró, en reemplazo de la antigua cárcel del mismo nombre, El Nuevo Chipote o simplemente el Chipote  (oficialmente denominado Complejo Policial Evaristo Vásquez) construido en las inmediaciones del Parque de Ferias en Managua. Según la página web Nicaragua investiga, el gobierno se gastó aproximadamente 5 millones de dólares en su construcción.
Debido a la presión internacional que denunció torturas en el Nuevo Chipote, los presos políticos son desviados a la estación policial del Distrito Tres que fue conocida en los años ochenta como Palo Alto. En ella funcionaba la Dirección de Operaciones Procesales de la Policía, el antecedente de lo que ahora es la Dirección de Auxilio Judicial (DAJ).
Otros recintos carcelarios  donde están apresados opositores al régimen son La Modelo y La Esperanza (solo para mujeres).